# Get Baque
Pour la chanson des Beatles, voir Get Back.
Singles de Starshooter
Pin-Up Blonde
(1977) Betsy Party
(1978)
Get Baque est un single musical du groupe de punk rock français Starshooter, paru en mars 1978 chez EMI Pathé Marconi. Il s'agit d'un détournement assez irrévérencieux de la chanson Get Back, des Beatles. 
Dès le premier couplet, le ton est donné : « On ne veut plus des Beatles et de leur musique de merde / juste bonne à faire danser les minets / les radios nous bassinent pour assurer leurs salaires, moi j'en ai rien à faire, qu'ils crèvent » On peut également entendre en accéléré notamment Can't Buy Me Love, Help et Hey Jude, autres titres des Beatles.
Toutefois, le single provoque un tollé et est retiré de la vente, vu que leur label, EMI, possède aussi les Beatles en catalogue.